# 英商自来水公司大楼
英商自来水公司大楼是上海市的一座歷史建築，位於江西中路484号，竣工於1921年。這座建築原為英商上海自來水公司建築，外觀屬於折衷主義建築，設計者是英國公和洋行。上海自來水公司是上海第一家自來水公司，自1880年開始取得公共租界的獨家供水權。2005年，自來大樓被列入上海市第四批優秀歷史建築名單。現在該建築由上海市供水業協會和城投水務有限公司使用。